# ГЕС Shawinigan 2-3
ГЕС Shawinigan 2-3 – гідроелектростанція у канадській провінції Квебек. Знаходячись між ГЕС Grand-Mère (вище по течії) та ГЕС La Gabelle, входить до складу каскаду на річці Saint-Maurice, яка у місті Труа-Рів'єр впадає ліворуч до річки Святого Лаврентія (дренує Великі озера).

## Закриті об’єкти
У 1900-му в районі порогу Shawinigan стартували роботи над спорудженням станції Shawinigan 1, котра стала до ладу наступного року з двома гідроагрегатами по 3,75 МВт. В 1904-му до них додали ще один такий же, а невдовзі по тому запустили три більш потужні турбіни: у 1905-му та 1906-му по одній з показником 6,6 МВт, а ще за три роки одну потужністю 8 МВт. В підсумку загальний показник станції довели до 43 МВт, вона відпрацювала майже півстоліття та була зупинена в 1949-му з введенням в експлуатацію ГЕС Shawinigan 3.
Окрім призначеного для задоволення загальних потреб заводу компанії Shawinigan Water and Power, на цьому ж порозі звів свої генеруючі об’єкти і концерн Northern Aluminium (зараз Alcan). В 1899-1901 роках був споруджений машинний зал з двома турбінами, до яких в 1903-1906 додали ще три, що довело загальну потужність станції до 24 МВт. Вироблений ними прямий струм подавали на печі розташованого неподалік алюмінієвого комбінату. А в 1907-му запустили машинний зал Alcan-16, обладнаний п’ятьма гідроагрегатами. Всі ці об’єкти пропрацювали до 1945 року, коли були закриті разом з виробництвом алюмінію.

## Діючі об’єкти
У 1910-1911 роках компанія Shawinigan Water and Power суттєво розширила комплекс, спорудивши станцію Shawinigan 2. Для цього на Saint-Maurice звели дві греблі із пристроями для перепуску надлишкової води: споруда з назвою Melville (висота 11 метрів, довжина 219 метрів) перекриває праву протоку, тоді як гребля Almaville (висота 11 метрів, довжина 152 метри) знаходиться у лівій. Разом вони утримують водосховище з об’ємом 21 млн м3.
Біля Melville бере свій початок підвідний канал, котрий прямує 0,3 км по правобережжю до водозабору станції Shawinigan 2. Далі ресурс подається через п’ять наземних та три підземні напірні водоводи довжиною по 180 метрів. Наземні мають діаметр 4,3 метри та призначались для першої черги станції, введення якої почалось із запуску двох турбін типу Френсіс потужністю по 15 МВт, що стали до ладу в 1911-му. За два роки їх доповнили третьою, а в 1914-му – ще двома. Друга черга, водоводи якої мають діаметр 6,1 метрів, складалась з трьох турбін потужністю по 30 МВт, котрі ввели в експлуатацію у 1922, 1928 та 1929 роках. Ця станція продовжує діяти і понині, маючи загальну потужність у 200 МВт та використовуючи напір 44,2 метра.
А в 1949-му запустили ГЕС Shawinigan 3, обладнану трьому турбінами загальною потужністю 194 МВт. ЇЇ водозабірну споруду облаштували на підвідному каналі станції Shawinigan 2, а подачу ресурсу до машинного залу здійснюють три водоводи довжиною по 92 метри з діаметром по 7 метрів.
Для видачі продукції станцій в 1911-му спорудили ЛЕП, розраховану на роботу під напругою 100 кВ. За кілька років до неї додали ще одну з робочим показником 60 кВ.